# バチカンのユーロ硬貨

ユーロのシンボル

バチカンのユーロ硬貨（バチカンのユーロこうか）では、バチカン市国におけるユーロ硬貨について記述する。
ユーロ (EUR , €) は、バチカンや欧州連合に加盟している多くの国で使われている通貨である。
ユーロ硬貨の片面はユーロ圏全域共通のデザイン、もう片面は各国の独自のデザインとなっている。各国共通の表面の詳細はユーロ硬貨を参照。2ユーロ硬貨以外の縁（へり）のデザインもまた、全域で共通である。独自デザインとされている裏面も、欧州連合を象徴する12個の星と発行年を西暦で表示することは共通である。
バチカンのユーロ硬貨は、ローマ教皇庁によって発行されている。
また、硬貨の裏面にはイタリア語で「バチカン市」を意味するCITTÀ DEL VATICANO の文字が記されている。

## 第一次 (2002年 - 2005年)
第一次バチカンのユーロ硬貨は、ヨハネ・パウロ2世の肖像画が描かれている。
発行枚数が少ないことから、収集家等の間では高額で取引されるケースが多いのが特徴である。例えば、発行数の最も少なかった2002年のプルーフセット（9000セット）の市場相場は、2007年現在1450ドルにものぼっている。
| € 0.01                    | € 0.02 | € 0.05                              |
|                           |        |                                     |
| ヨハネ・パウロ2世の肖像画 |        |                                     |
| € 0.10                    | € 0.20 | € 0.50                              |
|                           |        |                                     |
| ヨハネ・パウロ2世の肖像画 |        |                                     |
| € 1.00                    | € 2.00 | € 2 の縁（へり）                    |
|                           |        | € 硬貨の側面部には、"2" と 6つの"*" |
| ヨハネ・パウロ2世の肖像画 |        |                                     |

## 第二次 (2005年 - 2006年)
ヨハネ・パウロ2世の死去に伴い、2005年4月に傘とペテロの鍵を組み合わせた使徒座空位の紋章とカメルレンゴの紋章をかたどった硬貨が発行された。
| € 0.01                         | € 0.02 | € 0.05                              |
|                                |        |                                     |
| 使徒座空位とカメルレンゴの紋章 |        |                                     |
| € 0.10                         | € 0.20 | € 0.50                              |
|                                |        |                                     |
| 使徒座空位とカメルレンゴの紋章 |        |                                     |
| € 1.00                         | € 2.00 | € 2 の縁（へり）                    |
|                                |        | € 硬貨の側面部には、"2" と 6つの"*" |
| 使徒座空位とカメルレンゴの紋章 |        |                                     |

## 第三次 (2006年 - 現在)
新ローマ教皇ベネディクト16世の選出に伴い、2006年4月27日よりベネディクト16世の肖像画が描かれた硬貨が新たに発行されている。イタリア語で「バチカン市」を意味するCITTÀ DEL VATICANO と、12の星をかたどっている。
| € 0.01                   | € 0.02 | € 0.05                              |
|                          |        |                                     |
| ベネディクト16世の肖像画 |        |                                     |
| € 0.10                   | € 0.20 | € 0.50                              |
|                          |        |                                     |
| ベネディクト16世の肖像画 |        |                                     |
| € 1.00                   | € 2.00 | € 2 の縁（へり）                    |
|                          |        | € 硬貨の側面部には、"2" と 6つの"*" |
| ベネディクト16世の肖像画 |        |                                     |